# Porzeczka krwista

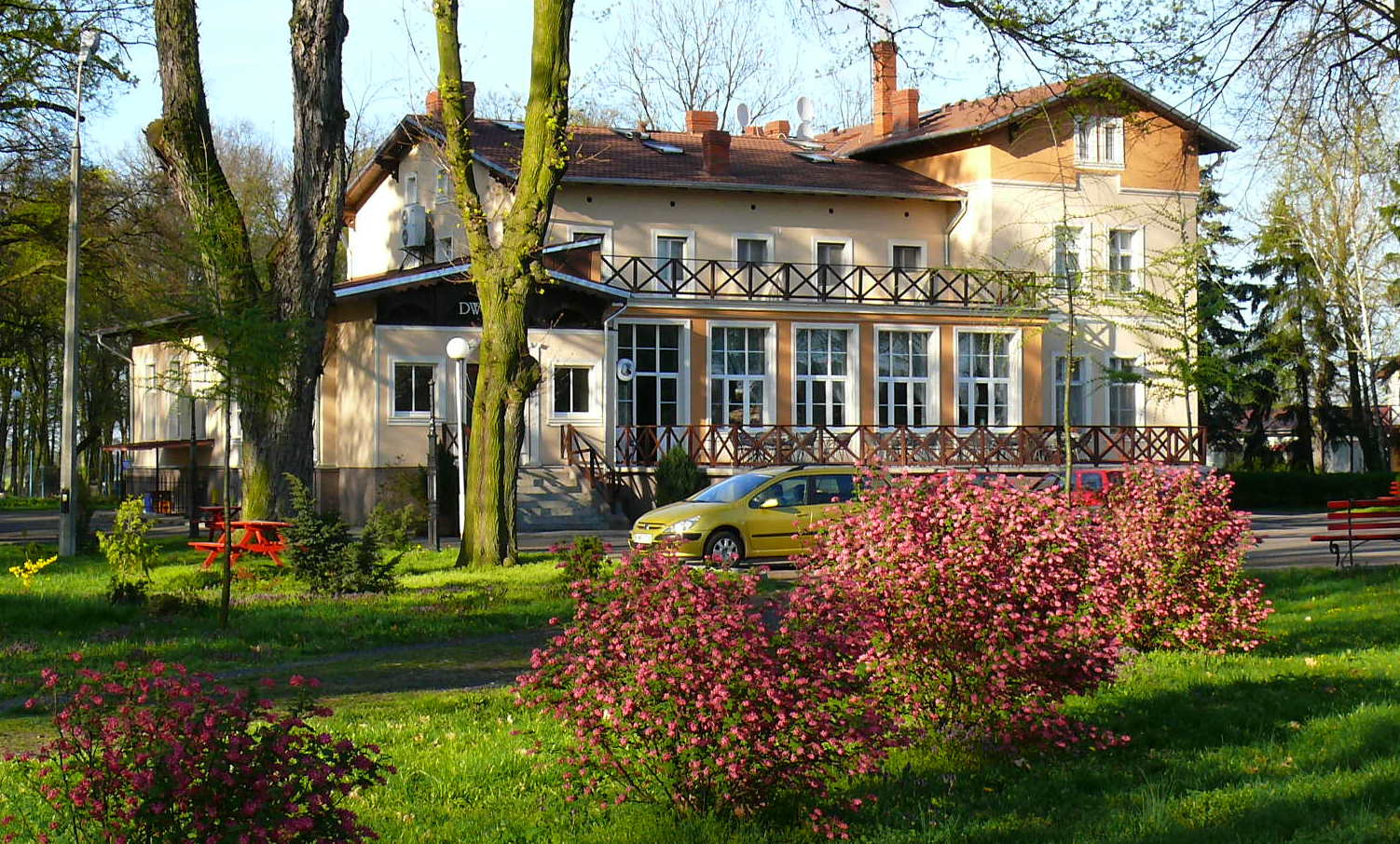

Porzeczka krwista, porzeczka krwistoczerwona (Ribes sanguineum Pursch) – gatunek rośliny należący do rodziny agrestowatych (Grossulariaceae). Pochodzi z Ameryki Północnej, od 1826 jest uprawiana w Europie. W Polsce tylko sadzona jako roślina ozdobna.

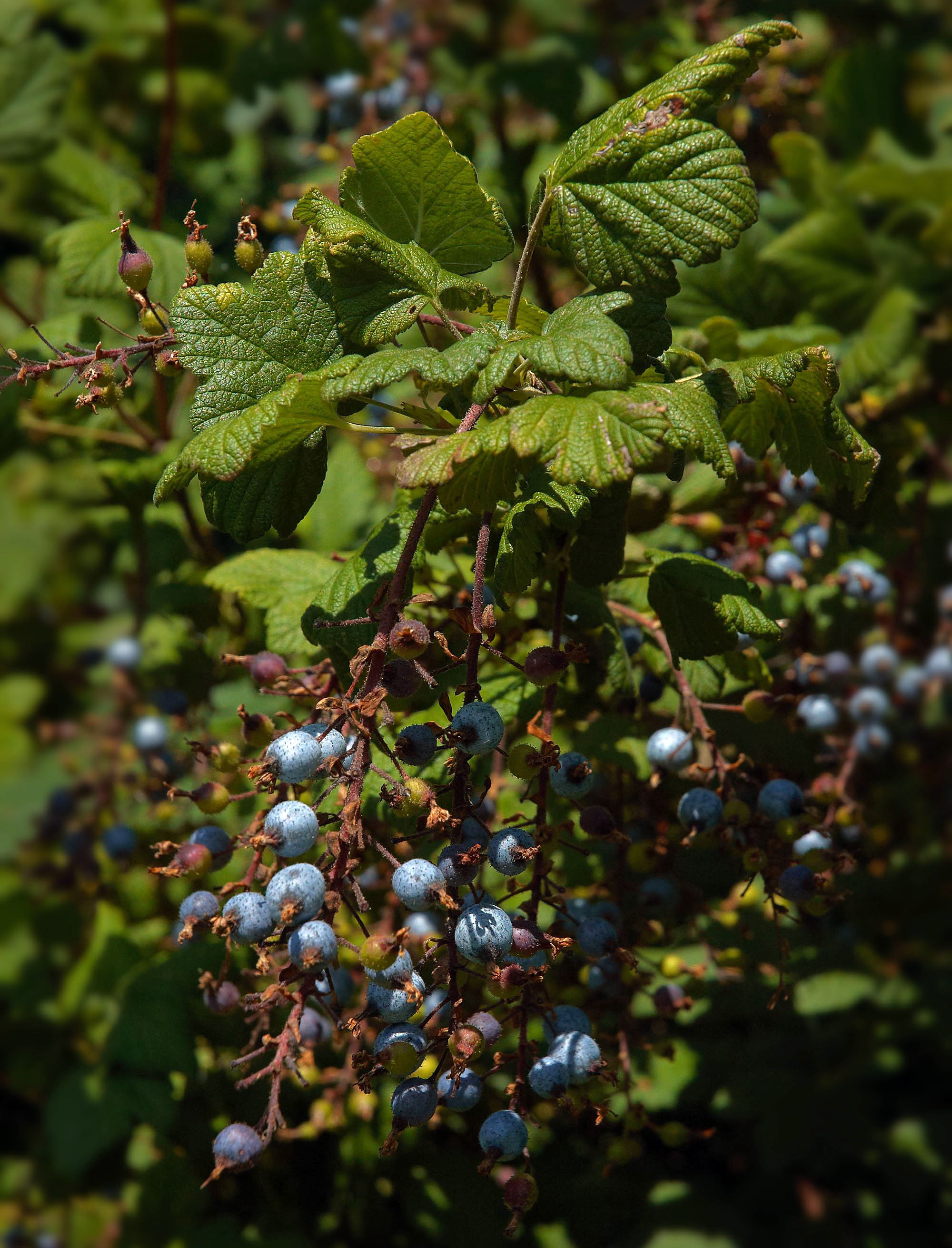
Owoce

## Morfologia
PokrójKrzew osiągający wysokość do 2 m. Pokrój szeroki.
PędyWzniesione i wyprostowane, bez kolców, szczyty pędów bez gruczołków.
LiściePojedyncze, ciemnozielone liście, 3 – 5 klapowe, pomarszczone, od spodu biało owłosione.
KwiatyW różnych odcieniach czerwonego koloru, zebrane w zwisające grona, przeważnie ponad 15-kwiatowe.
OwocNiebieskoczarna jagoda z sinym nalotem, kwaśna i mało smaczna. U niektórych odmiań jagody żółtawobiałe.

## Biologia i ekologia
- Roślina wieloletnia, nanofanerofit.  Liście rozwijają się bardzo wczesną wiosną. Kwitnie na przełomie kwietnia i maja. Liście po roztarciu wydzielają nieprzyjemny zapach.
- Liczba chromosomów 2n= 16.

## Zastosowanie
- Roślina ozdobna : uprawiana wyłącznie jako roślina ozdobna, ze względu na swoje piękne kwiaty i ozdobne liście.

## Uprawa
- Wymagania: Wymaga wilgotnej i żyznej gleby oraz osłoniętego od zimowego, mroźnego wiatru stanowiska. Najładniej kwitnie na słonecznym stanowisku. Nie jest całkiem mrozoodporna, w surowsze zimy mogą jej przemarzać pąki kwiatowe, a nawet pędy (strefy mrozoodporności 6-10[5]).
- Sposób uprawy: należy podlewać w czasie suszy. Od wiosny do końca lipca nawozić kilka razy niedużą ilością nawozu wieloskładnikowego. Pędy 4-letnie i starsze wycinać, gdyż kwitną one już słabo. Łatwo rozmnaża się z sadzonek pędowych.

## Odmiany
- 'Atrorubens' o czerwonych kwiatach
- 'King Edward VII' o ciemnoczerwonych kwiatach. Jedna z najlepszych odmian.
- 'Pulborught Scarlet' o ciemnoczerwonych kwiatach zebranych w gęste grona. Roślina o wysokości do 3 m.
- 'Tydemans White' – o białych kwiatach